# Deutsche Einband-Meisterschaft 1968/69

Duisburg

Die Deutsche Einband-Meisterschaft 1968/69 ist eine Billard-Turnierserie und fand vom 7. bis zum 9. März 1969 in Duisburg-Hamborn zum 16. Mal statt.

## Geschichte
Wieder ungeschlagen verteidigte Norbert Witte seinen Titel im Einband. Dabei spielte er auch wieder alle Turnierrekorde. Es war sein vierter deutscher Titel im Einband, davon der dritte in Folge. Leider fehlten bei dieser Meisterschaft die guten Einbandspieler Dieter Müller, Ernst Rudolph und Siegfried Spielmann. Damit war der Sieg von Witte vorprogrammiert. Zweiter wurde Günter Siebert vor dem punktgleichen Dietmar Koch.

## Modus
Gespielt wurde im Round Robin-Modus bis 200 Punkte.
Die Endplatzierung ergab sich aus folgenden Kriterien:
1. Matchpunkte
2. Generaldurchschnitt (GD)
3. Bester Einzeldurchschnitt (BED)
4. Höchstserie (HS)

## Teilnehmer (nach Ausgangsklassement)
1. Norbert Witte (Essen), Titelverteidiger (6,56)
2. Dietmar Koch (Homberg) (2,86)
3. Matthias Metzemacher (Bergisch Gladbach) (2,82)
4. Ewald Kajan (Duisburg) (2,72)
5. Günter Siebert (Duisburg) (2,68)

## Turnierverlauf
| Name                 | MP  | Pkte | Aufn. | ED   | HS |
| -------------------- | --- | ---- | ----- | ---- | -- |
| 1. Spielrunde        |     |      |       |      |    |
| Matthias Metzemacher | 2:0 | 200  | 45    | 4,44 | 25 |
| Ewald Kajan          | 0:2 | 124  | 45    | 2,75 | 13 |
| Dietmar Koch         | 0:2 | 147  | 48    | 3,06 | 12 |
| Günter Siebert       | 2:0 | 200  | 48    | 4,16 | 16 |

| Name           | MP  | Pkte | Aufn. | ED   | HS |
| -------------- | --- | ---- | ----- | ---- | -- |
| 2. Spielrunde  |     |      |       |      |    |
| Ewald Kajan    | 2:0 | 200  | 60    | 3,33 | 14 |
| Günter Siebert | 0:2 | 158  | 60    | 2,63 | 21 |
| Dietmar Koch   | 0:2 | 99   | 25    | 3,96 | 17 |
| Norbert Witte  | 2:0 | 200  | 25    | 8,00 | 46 |

| Name                 | MP  | Pkte | Aufn. | ED   | HS |
| -------------------- | --- | ---- | ----- | ---- | -- |
| 3. Spielrunde        |     |      |       |      |    |
| Matthias Metzemacher | 0:2 | 146  | 52    | 2,80 | 28 |
| Günter Siebert       | 2:0 | 200  | 52    | 3,84 | 44 |
| Norbert Witte        | 2:0 | 200  | 41    | 4,87 | 20 |
| Ewald Kajan          | 0:2 | 179  | 41    | 4,36 | 26 |

| Name                 | MP  | Pkte | Aufn. | ED   | HS |
| -------------------- | --- | ---- | ----- | ---- | -- |
| 4. Spielrunde        |     |      |       |      |    |
| Matthias Metzemacher | 0:2 | 194  | 51    | 3,80 | 24 |
| Dietmar Koch         | 2:0 | 200  | 51    | 3,92 | 25 |
| Norbert Witte        | 2:0 | 200  | 36    | 5,55 | 56 |
| Günter Siebert       | 0:2 | 153  | 36    | 4,25 | 28 |

| Name                 | MP  | Pkte | Aufn. | ED   | HS |
| -------------------- | --- | ---- | ----- | ---- | -- |
| 5. Spielrunde        |     |      |       |      |    |
| Dietmar Koch         | 2:0 | 200  | 73    | 2,73 | 13 |
| Ewald Kajan          | 0:2 | 180  | 73    | 2,46 | 17 |
| Norbert Witte        | 2:0 | 200  | 26    | 7,69 | 51 |
| Matthias Metzemacher | 0:2 | 122  | 26    | 4,69 | 32 |

## Abschlusstabelle
| MP    | Match Points (Sieger = 2; Unentschieden = 1; Verlierer = 0) |
| Pkte. | Erzielte Karambolagen                                       |
| Aufn. | Benötigte Versuche                                          |
| GD    | Generaldurchschnitt                                         |
| BED   | Bester Einzeldurchschnitt eines Spielers                    |
| HS    | Höchstserie                                                 |
|       | Bester GD des Turniers                                      |
|       | Bester ED des Turniers                                      |
|       | Beste HS des Turniers                                       |
|       | 1. Platz (Gold)                                             |
|       | 2. Platz (Silber)                                           |
|       | 3. Platz (Bronze)                                           |

| Endklassement             | Endklassement        | Endklassement | Endklassement | Endklassement | Endklassement | Endklassement | Endklassement | Endklassement | Endklassement |
| Platz                     | Name                 | MP            | Pkte.         | Aufn.         | GD            | BED           | HS            |               |               |
| ------------------------- | -------------------- | ------------- | ------------- | ------------- | ------------- | ------------- | ------------- | ------------- | ------------- |
| 1                         | Norbert Witte        | 8:0           | 800           | 128           | 6,25          | 8,00          | 56            |               |               |
| 2                         | Günter Siebert       | 4:4           | 711           | 196           | 3,62          | 4,16          | 44            |               |               |
| 3                         | Dietmar Koch         | 4:4           | 646           | 197           | 3,27          | 3,92          | 25            |               |               |
| 4                         | Matthias Metzemacher | 2:6           | 662           | 174           | 3,80          | 4,44          | 35            |               |               |
| 5                         | Ewald Kajan          | 2:6           | 683           | 219           | 3,11          | 3,33          | 26            |               |               |
| Turnierdurchschnitt: 3,83 |                      |               |               |               |               |               |               |               |               |